# Georgia Tech Campus Recreation Center
Das Georgia Tech Campus Recreation Center (früher: Georgia Tech Aquatic Center) ist eine Schwimmhalle auf dem Campus des Georgia Institute of Technology in Atlanta im US-Bundesstaat Georgia.
Anlässlich der Olympischen Sommerspiele 1996 in Atlanta wurde das Georgia Tech Aquatic Center für 16,8 Millionen US-Dollar errichtet. Das Schwimmstadion war Austragungsort der Wettkämpfe im Schwimmen, Synchronschwimmen, Wasserspringen und der beiden Wasserballturniere. Des Weiteren fand das Schwimmen im Modernen Fünfkampf in der Halle statt. Zum Zeitpunkt der Spiele verfügte das Stadion über eine Kapazität von 15.000 Sitzplätzen. Zudem gab es ein temporäres Becken für die Wasserballspiele, wo bis zu 4000 Zuschauer diesen beiwohnen konnten. Während die Tribünen überdacht waren, war der Wettkampfbereich nicht überdacht.
Nach den Spielen wurde es für die Studenten und Lehrkräfte des Georgia Institute of Technology zugänglich gemacht. Zwischen 2001 und 2003 fanden Renovierungsarbeiten statt, bei denen das Schwimmbad komplett überdacht wurde. Außerdem wurde die Sitzplatzkapazität auf 1950 Plätze reduziert. Über dem Schwimmbecken wurde in diesem Zuge ein weiteres Stockwerk angehängt. Mit dem Bau wurde ein Rekord für die weltweit größte abgehängte Betonkonstruktion aufgestellt. Nach den Umbaumaßnahmen wurde die Schwimmhalle in ihren heutigen Namen umbenannt.